# LIVE AT BUDOKAN 〜RED NIGHT〜
『LIVE AT BUDOKAN 〜RED NIGHT〜』（ライブ・アット・ブドウカン 〜レッド・ナイト〜）は、BABYMETALの1作目のライブ・アルバム。2015年1月7日に発売された。

## 概要
2014年に日本武道館で開催されたワンマンライブ2daysの1日目の音源を収録。1stアルバム『BABYMETAL』の全13曲が再現されており、マスタリングはテッド・ジェンセンが担当している。また、当アルバムの初回限定盤には、楽曲「Road of Resistance」を期間限定でダウンロードできるフォト・ミュージック・カードが封入されており、配信版ではボーナス・トラックとして14曲目に収録されている。なお、2015年10月30日にはライブDVDが付属した数量限定のEU盤も販売された。

## チャート成績

### JP盤
日本
日本では、オリコンで発売初週となる2014年1月19日付の週間アルバムランキングで約2万4千枚を売上げ3位を記録した。女性歌手のライブアルバムが週間アルバムランキングで3位以上を記録するのは女子十二楽坊の『奇跡』が2003年11月17日付ランキングで3位を記録して以来11年2ヶ月ぶりとなった。日本人女性グループとしてはWinkの『Shining Star』が1990年6月4日付ランキングで1位を記録して以来24年7ヶ月ぶりとなり、歴代記録としてはピンク・レディー、キャンディーズ、Winkに続く4組目の記録となった。また、ビルボードジャパンの2014年1月19日付アルバムランキングでも3位にランクインした。
日本国外
日本国外においてはiTunes Storeで配信され、アメリカ、イギリス、カナダ、ドイツなどのメタルアルバムチャートで1位を獲得し、台湾やオーストラリアなどのロックアルバムチャートでTOP10にランクインした。
アメリカのビルボードでは2015年1月24日付ヒートシーカーズ・アルバムチャートで21位、ワールドアルバム・チャートで3位にチャートインし、イギリスのオフィシャル・チャート・カンパニー（英語版）では2015年1月17日付インディペンデント・アルバム・ブレイカー・チャートで18位にチャートインした。
| 地域                    | チャート（週間）                         | 最高順位 |
| オリコン                | オリコン                                 | オリコン |
| ----------------------- | ---------------------------------------- | -------- |
| 日本                    | 週間CDアルバムランキング                 | 3        |
| Billboard JAPAN         |                                          |          |
| 日本                    | Top Albums Sales                         | 3        |
| Billboard               |                                          |          |
| アメリカ                | Heatseekers Albums                       | 21       |
| アメリカ                | World Albums                             | 3        |
| Official Charts Company |                                          |          |
| イギリス                | Independent Albums Breakers Chart Top 20 | 18       |

## 収録トラック

### CD・配信（JP/EU盤）
※タイトルの()内はEU盤表記
| #         | タイトル                                            | 作詞  | 作曲・編曲 | 時間 |
| --------- | --------------------------------------------------- | ----- | ---------- | ---- |
| 1.        | 「メギツネ」(Megitsune)                             |       |            | 5:19 |
| 2.        | 「ド・キ・ド・キ☆モーニング」(Doki Doki ☆ Morning)  |       |            | 4:02 |
| 3.        | 「ギミチョコ!!」(Gimme Chocolate!!)                 |       |            | 3:58 |
| 4.        | 「いいね!」(Iine!)                                  |       |            | 4:15 |
| 5.        | 「Catch me if you can」(Catch me if you can)        |       |            | 5:54 |
| 6.        | 「ウ・キ・ウ・キ★ミッドナイト」(Uki Uki ★ Midnight) |       |            | 3:29 |
| 7.        | 「悪夢の輪舞曲」(Rondo of Nightmare)                |       |            | 3:41 |
| 8.        | 「おねだり大作戦」(Onedari Daisakusen)              |       |            | 3:37 |
| 9.        | 「4の歌」(Song 4)                                   |       |            | 6:00 |
| 10.       | 「紅月-アカツキ-」(Akatsuki)                        |       |            | 5:31 |
| 11.       | 「BABYMETAL DEATH」(BABYMETAL DEATH)                |       |            | 5:51 |
| 12.       | 「ヘドバンギャー!!」(Head Bangeeeeerrrrr!!!!!)      |       |            | 5:31 |
| 13.       | 「イジメ、ダメ、ゼッタイ」(Ijime, Dame, Zettai)     |       |            | 8:58 |
| 合計時間: | 合計時間:                                           | 66:11 |            |      |

※「Mischiefs of metal gods -KAMI Band Instrumental-」は未収録。
| #   | タイトル               | 作詞                                      | 作曲                            | 編曲 | 時間 |
| --- | ---------------------- | ----------------------------------------- | ------------------------------- | ---- | ---- |
| 14. | 「Road of Resistance」 | KITSUNE of METAL GOD、MK-METAL、KxBxMETAL | Mish-Mosh、NORiMETAL、KYT-METAL | ???? | 5:19 |

※初回限定盤付属のミュージックカードによるダウンロードおよび配信限定楽曲。

### DVD（EU盤）
1. Megitsune
2. Doki Doki ☆ Morning
3. Gimme Chocolate!!
4. Iine!
5. Catch me if you can
6. Uki Uki ★ Midnight
7. Mischiefs Of Metal Gods (Kami Band instrumental)
8. Rondo of Nightmare
9. Onedari Daisakusen
10. Song 4
11. Akatsuki
12. BABYMETAL DEATH
13. Head Bangeeeeerrrrr!!!!!
14. Ijime, Dame, Zettai

## 参加ミュージシャン
神バンド（バックバンド）
- メンバー
  - 大村孝佳 - ギター
  - Leda - ギター
  - BOH - ベース
  - 青山英樹 - ドラムス